# Таємний сад
Таємний сад (італ. Giardino segreto) — це маленький сад, який примикає до будівлі, обмежений кам'яними стінами або огорожею з кущів, і його не видно зовні. Він має риси «приватного» саду, вид на який відкривається з кімнати будинку, і потрапити до нього часто можна лише з цієї кімнати; він наче утворює додаткову кімнату будинку.

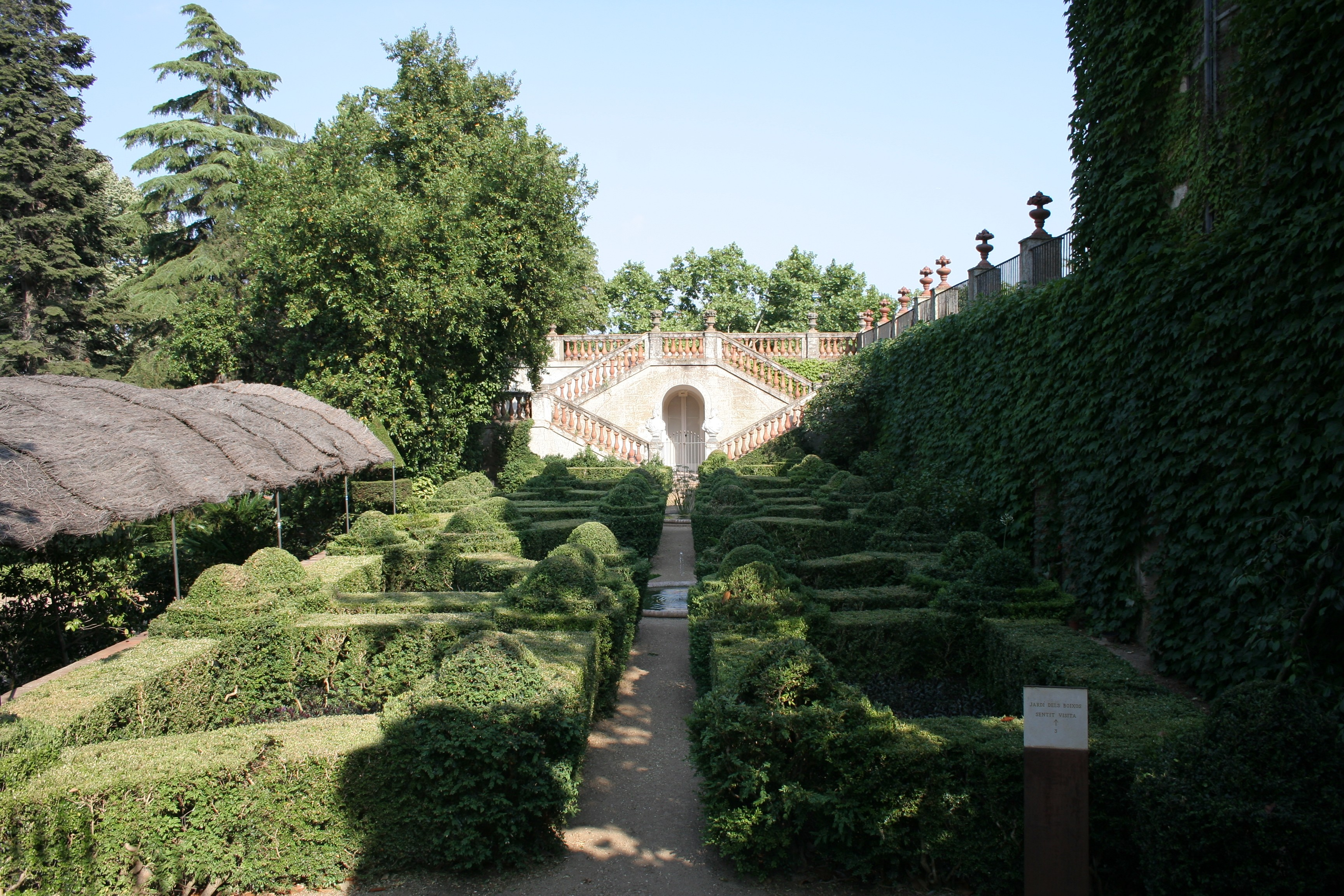
Таємний сад в Парку лабіринтів Орти в Барселоні. Справа розташована вілла.

## Опис
Таємні сади виникли та були популярні в 15-16 сторіччі в часи Відродження та Маньєризму в Північній Італії, де слугували для відпочинку та розваг багатих землевласників. При створенні садів особлива увага приділялася цінності всіх малих елементів та різним мистецьким правилам, напр. золотого перетину.
Зараз зразки таємних садів можна побачити наприклад у замковому парку Палацу Німфенбург у Мюнхені (т.зв. Кабінетний сад), у Віллі Мондрагоне та Парку лабіринтів Орти у Барселоні.
Сучасний таємний сад був створений 2006 року в Берліні на території Природного парку Зюдгеленде мистецькою групою Odious. Він має розмір бл. 3000 м², обмежений бетонною стіною та примикає до локомотивного депо площею бл. 4000 м². Парк складається виключно зі сталевих елементів.